# Nancy, Sonny & Co.
Nancy, Sonny & Co. (It's a Living; poi Making a Living dalla seconda stagione) è una serie televisiva statunitense in 120 episodi trasmessi per la prima volta nel corso di 6 stagioni dal 1980 al 1989. La serie andò in onda sulla ABC dal 1980 al 1982. Dopo una prima cancellazione, nuovi episodi andarono in onda in syndication dal 1985 al 1989. La serie è conosciuta in Italia anche con il titolo Roof Garden.
È una sitcom incentrata sulle vicende del personale di un ristorante di Los Angeles.

## Trama
Lois Adams, Vicki Allen, Cassie Cranston, Dot Higgins, Jan Hoffmeyer, Amy Tompkins e Ginger St. James lavorano come cameriere nell'elegante ristorante Above the Top, che si trova nella parte superiore del Bonaventure Hotel di Los Angeles. Le cameriere ed il personale sono coadiuvati da Nancy Beebe (Marian Mercer), maitre del ristorante, che talvolta fraternizza con le ragazze. Nel caotico ambiente di lavoro vi sono anche lo chef Mario (sostituito poi prima da Dennis, interpretato da Earl Boen, e poi da Howard Miller, interpretato da Richard Stahl, il quale intreccia una relazione amorosa con Nancy) e il pianista spiritoso Sonny Mann (Paul Kreppel), che è solito fare commenti sgarbati nei confronti delle donne, compresa Nancy la quale non disdegna di controbattere agli sfottò.

## Personaggi e interpreti
- Dot Higgins (stagioni 1-6), interpretato da Gail Edwards. Doppiata da Barbara Berengo Gardin.
- Jan Hoffmeyer Gray (stagioni 1-6), interpretato da Barrie Youngfellow.
- Sonny Mann (stagioni 1-6), interpretato da Paul Kreppel.
- Nancy Beebe (stagioni 1-6), interpretata da Marian Mercer.
- Cassie Cranston (stagioni 1-3), interpretata da Ann Jillian.
- Lois Adams (stagione 1), interpretata da Susan Sullivan.
- Vicki Allen (stagione 1), interpretata da Wendy Schaal.
- Mario (stagione 1), interpretato da Bert Remsen.
- Maggie McBurney (stagione 2), interpretata da Louise Lasser.
- Dennis Hubner (stagione 2), interpretato da Earl Boen.
- Amy Tompkins (stagioni 3-6), interpretato da Crystal Bernard.
- Howard Miller (stagioni 3-6), interpretato da Richard Stahl.
- Richie Gray (stagioni 3-5), interpretato da Richard Kline.
- Ginger St. James (stagioni 4-6), interpretata da Sheryl Lee Ralph.
- Frisco (stagione 4), interpretata da Robyn Peterson.
- Louie (stagione 5), interpretato da Tom La Grua.

### Guest star
Tra le guest star: Patrick Stack, Eddie Zammit, Severn Darden, Suzanne Hunt, Timothy Stack, Kit Paraventi, Patricia Ayame Thomson, Charles Fleischer, Pat Cooper, Amy Hill, Kathleen Freeman, K Callan, Karen Haber, Laura Campbell, Gregory Sierra, Yakov Smirnoff, Lyle Waggoner, Devon Ericson, Laurence Haddon, Michael Pasternak, David Selburg, Lana Clarkson, Patrick Bishop, Andre Gower, Kirk Sisco, Roderick Spencer, Jim Staahl, Stewart Bradley, Lili Haydn, Liz Sheridan.

## Produzione
La serie, ideata da Stu Silver, Dick Clair e Jenna McMahon, fu prodotta da Witt/Thomas Productions e Warner Bros. Television Distribution e girata a Los Angeles in California. Le musiche furono composte da George Aliceson Tipton. Leslie Bricusse canta il tema musicale intitolato It's a Living.
La serie fu ampiamente riorganizzata alla fine della prima stagione, con due delle cinque cameriere, Lois Adams e Vicki Allen (interpretate da Susan Sullivan e Wendy Schaal) sostituite da Maggie McBurney (interpretata da Louise Lasser). I cambiamenti non ebbero comunque gli effetti sperati e la serie fu cancellata dopo due stagioni per essere ripresa poi in syndication tre anni dopo. Durante questa seconda fase, la serie conseguì un buon responso di pubblico il che spinse i produttori a farla andare avanti per altre quattro stagioni (che vanno ad aggiungersi alle prime due portando il totale a sei stagioni). La maggior parte del cast rimase intatta rispetto a quello della prima fase. Viene aggiunta solo una nuova cameriera, Amy Tompkins (Crystal Bernard), subito accettata dal gruppo. Quando Ann Jillian decise di lasciare la serie nel 1986 (aveva accettato di fare solo una stagione in syndication per gravi motivi di salute), fu sostituita da Sheryl Lee Ralph nel ruolo di Ginger St. James. Con questi membri del cast, la serie continuò con numerosi episodi (trasmessi tutti in syndication) fino al 1989.

### Registi
Tra i registi sono accreditati:
- J.D. Lobue in 40 episodi (1985-1987)
- Steve Zuckerman in 15 episodi (1987-1989)
- Joel Zwick in 10 episodi (1980-1981)
- John Bowab in 10 episodi (1981-1982)
- Jay Sandrich in 7 episodi (1980-1985)
- Gil Junger in 7 episodi (1987-1989)
- Gary Brown in 7 episodi (1987)
- Paul Kreppel in 6 episodi (1987-1989)
- Bob Sweeney in 6 episodi (1987-1988)
- Christine Ballard in 3 episodi (1987-1988)
- Doug Smart in 3 episodi (1987-1988)
- Neema Barnette in 3 episodi (1988-1989)
- Marc Sotkin in 3 episodi (1988-1989)

### Sceneggiatori
Tra gli sceneggiatori sono accreditati:
- Marc Sotkin in 27 episodi (1985-1989)
- Tom Whedon in 27 episodi (1985-1989)
- Roger Garrett in 21 episodi (1986-1989)
- Sheldon Bull in 10 episodi (1980-1985)
- Greg Antonacci in 6 episodi (1981-1982)
- Andy Guerdat in 5 episodi (1985-1987)
- Steve Kreinberg in 5 episodi (1985-1987)
- Wally Dalton in 3 episodi (1980-1981)
- Shelley Zellman in 3 episodi (1980-1981)
- Gloria Banta in 3 episodi (1981-1982)
- Deborah Leschin in 3 episodi (1981-1982)
- Barbara Benedek in 3 episodi (1981)
- Gene Braunstein in 3 episodi (1986-1988)
- Bob Perlow in 3 episodi (1986-1988)
- Stu Silver in 2 episodi (1980-1981)
- Barry Bleach in 2 episodi (1987-1988)
- Kenny Wolin in 2 episodi (1987-1988)
- Alicia Marie Schudt in 2 episodi (1988-1989)
- Dick Clair in un episodio (1980)
- Jenna McMahon in un episodio (1980)

## Distribuzione
La serie fu trasmessa negli Stati Uniti dal 30 ottobre 1980 all'8 aprile 1989 sulla rete televisiva ABC e poi in syndication dal 1985. In Italia è stata trasmessa dal 1988 su RaiUno con il titolo Nancy, Sonny & Co..

## Episodi
| Stagione         | Episodi | Prima TV USA |
| ---------------- | ------- | ------------ |
| Prima stagione   | 13      | 1980-1981    |
| Seconda stagione | 14      | 1981-1982    |
| Terza stagione   | 22      | 1985-1986    |
| Quarta stagione  | 25      | 1986-1987    |
| Quinta stagione  | 26      | 1987-1988    |
| Sesta stagione   | 20      | 1988-1989    |